# 伊尔哈德·米修里希
伊尔哈德·米修里希（德語：Eilhard Mitscherlich，德语发音：[ˈaɪ̯lhaʁt ˈmɪtʃɐlɪç]；1794年1月7日—1863年8月28日）是一位德国化学家，他在1819年发现了晶体同构现象。